# Luzongoudrugspecht
De luzongoudrugspecht (Chrysocolaptes haematribon) is soort specht uit het geslacht Chrysocolaptes. Deze soort is sinds 2011 afgesplitst van de sultanspecht (Chrysocolaptes lucidus sensu stricto).

## Verspreiding en leefgebied
Het is een endemische vogelsoort op het eiland Luzon in het noorden van de Filipijnen.

## Status
De grootte van de populatie is niet gekwantificeerd maar de soort wordt omschreven als tamelijk algemeen. Op de Rode lijst van de IUCN heeft deze soort de status niet bedreigd.